# Huberantha
Huberantha là chi thực vật có hoa trong họ Annonaceae, được tách ra từ chi Polyalthia và có quan hệ họ hàng gần với chi Miliusa.

## Từ nguyên
Tên chi được đặt để vinh danh Herbert Huber (1931-2005), người đầu tiên phân biệt ba nhánh, bao gồm Monoon, Polyalthia sensu stricto và chi này.

## Phân bố
Các loài trong chi này phân bố trong khu vực từ Đông Phi và Madagascar qua miền nam và đông nam châu Á đến Malesia và tây nam Thái Bình Dương.

## Các loài
Plants of the World Online liệt kê 35 loài:
- Huberantha amoena (A.C.Sm.) Chaowasku, 2015: Fiji.
- Huberantha asymmetrica I.M.Turner & Utteridge, 2017: Quần đảo Solomon.
- Huberantha capillata (A.C.Sm.) Chaowasku, 2015: Fiji.
- Huberantha ceramensis (Boerl.) Chaowasku, 2015: Đảo Seram, tỉnh Makuku, Indonesia.
- Huberantha cerasoides (Roxb.) Chaowasku, 2015 - Nhọc, cây nóc, ran, quần đầu quả tròn, đuôi trâu: Châu Á đại lục, trừ miền nam Thái Lan và bán đảo Malaysia.
- Huberantha decora (Diels) Chaowasku, 2015: Madagascar.
- Huberantha flava (Merr.) I.M.Turner, 2016: Philippines.
- Huberantha floribunda (Jovet-Ast) I.M.Turner, 2016 - Nhọc nhiều hoa, quần đầu nhiều bông: Đông Dương.
- Huberantha forbesii (F.Muell. ex Diels) Chaowasku, 2015: New Guinea, có thể đến quần đảo Kei.
- Huberantha gracilis (Burck) Chaowasku, 2015: New Guinea.
- Huberantha henrici (Diels) Chaowasku, 2015: Madagascar.
- Huberantha hirta (Miq.) Chaowasku, 2015: New Guinea.
- Huberantha humblotii (Drake ex Cavaco & Keraudren) Chaowasku, 2015: Quần đảo Comoro.
- Huberantha jenkinsii (Hook.f. & Thomson) Chaowasku, 2015 - Quần đầu jenkins: Đông Nam Á phía tây đường Wallace.
- Huberantha keraudreniae (Le Thomas & G.E.Schatz) Chaowasku, 2015: Madagascar.
- Huberantha korinti (Dunal) Chaowasku, 2015: Nam/tây nam Ấn Độ đến Sri Lanka.
- Huberantha leptopoda (Diels) Chaowasku, 2015: New Guinea
- Huberantha loriformis (Gillespie) Chaowasku, 2015: Fiji.
- Huberantha luensis (Pierre) Chaowasku, 2018 - Quần đầu sông Bé, quần đầu sông Lu: Miền nam Việt Nam.
- Huberantha mossambicensis (Vollesen) Chaowasku, 2015: Đông Phi.
- Huberantha multistamina (G.E.Schatz & Le Thomas) Chaowasku, 2015: Madagascar.
- Huberantha nitidissima (Dunal) Chaowasku, 2015: New Guinea và bắc/đông bắc Australia đến New Caledonia.
- Huberantha palawanensis (Merr.) I.M.Turner, 2016: Palawan (Philippines).
- Huberantha papuana (Scheff.) I.M.Turner, 2016: New Guinea.
- Huberantha pendula (Capuron ex G.E.Schatz & Le Thomas) Chaowasku, 2015: Madagascar.
- Huberantha perrieri (Cavaco & Keraudren) Chaowasku, 2015: Madagascar.
- Huberantha rumphii (Blume ex Hensch.) Chaowasku, 2015: Đông Nam Á (phía tây đường Wallace) đến Ambon (và New Guinea?). Loài này cùng H. ceramensis và H. jenkinsii tạo thành một phức hợp loài.
- Huberantha sambiranensis (Capuron ex Le Thomas & G.E.Schatz) Chaowasku, 2015: Madagascar.
- Huberantha senjiana (R.Mural., D.Naras. & N.Balach.) R.Mural., D.Naras. & N.Balach., 2015: Tamil Nadu (Ấn Độ).
- Huberantha stuhlmannii (Engl.) Chaowasku, 2015: Đông Phi.
- Huberantha tanganyikensis (Vollesen) Chaowasku, 2015: Đông Phi.
- Huberantha trichoneura (Diels) Chaowasku, 2015: New Guinea.
- Huberantha verdcourtii (Vollesen) Chaowasku, 2015: Đông Phi.
- Huberantha vitiensis (Seem.) Chaowasku, 2015: Fiji.
- Huberantha whistleri I.M.Turner & Utteridge, 2017: Samoa.